# Helena Ranaldi
Helena Ranaldi Nogueira (São Paulo, 24 de maio de 1966) é uma atriz e diretora brasileira que iniciou sua carreira como modelo.

## Biografia
Helena Ranaldi começou sua carreira de modelo em 1983, tendo sido classificada entre as cinco finalistas do concurso Supermodel of the World de 1989, promovido pela Class Modelos e pela Ford Models americana. Em 1989, aos 23 anos, desistiu da carreira de modelo, e posteriormente do curso universitário de educação física, e mudou-se de São Paulo para o Rio de Janeiro, para seguir carreira nas artes cênicas. Neste ano, formou-se como atriz, e conseguiu seu primeiro trabalho na TV ao interpretar Stefânia, na novela A História de Ana Raio e Zé Trovão, pela Rede Manchete. No ano seguinte, ainda faria outra novela na emissora, Amazônia, antes de transferir-se para a Rede Globo, onde em 1992, interpretou Nina em Despedida de Solteiro. Em seguida, foi convidada para viver Malena em Olho no Olho. Logo após interpretou a vilã Suzana Salles, em Quatro por Quatro. Em 1995, Helena foi escalada para dar vida a modelo Larissa na novela Explode Coração, de Glória Perez.
Em 1996 chegou a apresentar o Fantástico ao lado de Pedro Bial até julho, quando integrou a novela Anjo de Mim, dirigida pelo então marido, despontando em um dos personagens centrais. Em 2000, iniciou uma parceria de ótimos trabalhos com o autor Manoel Carlos, os quais foram: Laços de Família (2000), como a veterinária turrona Cíntia; Presença de Anita (2001), como Lúcia, esposa do escritor Nando, vivido por José Mayer, este que se apaixona pela ninfeta Anita, interpretada pela então estreante Mel Lisboa; e Mulheres Apaixonadas (2003), como a professora de educação física Raquel, que se envolve com um aluno do colégio Fred, vivido por Pedro Furtado. Na trama, além de dar aulas no colégio em que trabalha, a personagem também foge do ex-marido agressivo Marcos, vivido por Dan Stulbach, autor de vários espancamentos sofridos por ela, principalmente com uma raquete de tênis, marca que ficou registrada do vilão interpretado por Dan. Um dos destaques da trama, Raquel tinha como tema a música "I'm With You", da cantora Avril Lavigne, ainda estreante na época. Quando Manoel Carlos a convidou para viver Lúcia Helena em Presença de Anita, seu então marido e diretor da minissérie, Ricardo Waddington, achava que Helena não tinha o perfil para a personagem. Porém Manoel Carlos insistiu na escalação e a personagem foi um grande sucesso.

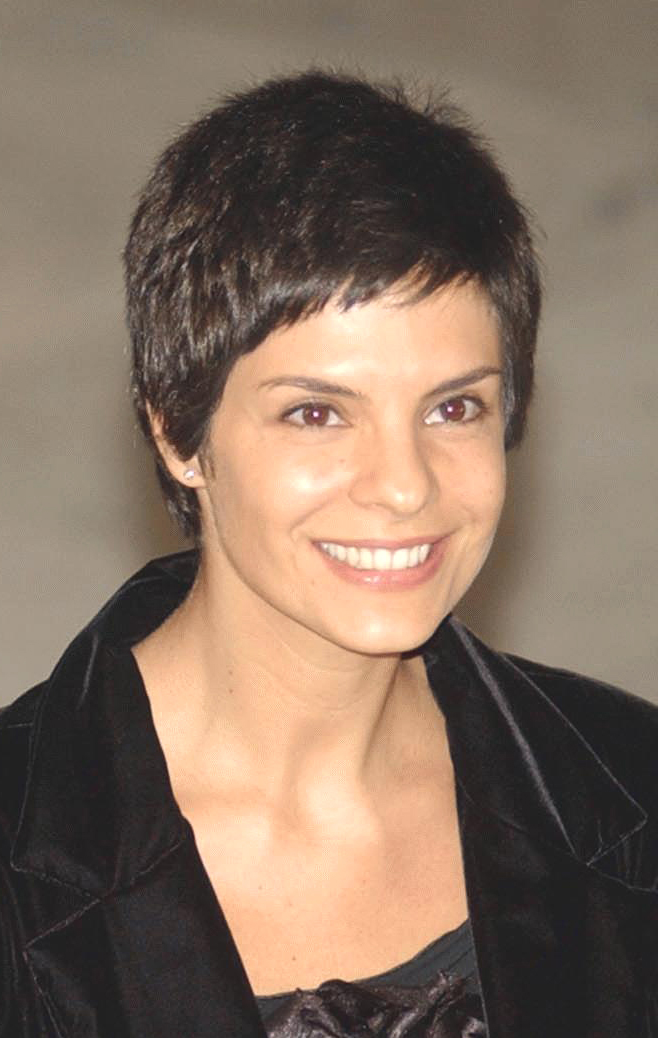
Helena em 2003, durante as gravações de Mulheres Apaixonadas

Em 2002, foi a protagonista da novela Coração de Estudante, em que viveu a jovem advogada Clara e, em 2004, participou da minissérie Um Só Coração, como a judia Lídia, que vive um amor intenso e proibido com Frederico. Depois do sucesso da mocinha sofrida Raquel, teve por duas vezes seguidas passagens em produções globais sem muito destaque, que foram Senhora do Destino, como a empresária Yara, cujo objetivo era ser mãe através de uma produção independente, porém acaba perdendo o emprego e se vê obrigada a recorrer ajuda ao pai da criança, o então Plínio (Dado Dolabella), filho da protagonista Maria do Carmo (Suzana Vieira), e Páginas da Vida, como Márcia. Nessa última, sua personagem acabou perdendo o rumo, uma vez que Antônio Calloni, seu marido na novela, pediu para sair da mesma alegando cansaço por emendar trabalhos. Em 2008, viveu a atormentada Dedina, primeira dama de Triunfo, cidade fictícia de A Favorita. No decorrer da novela, sua personagem acaba por se envolver com o operário Damião, de Malvino Salvador, melhor amigo do seu marido, o Prefeito Elias.
Nesse mesmo ano, após quase duas décadas de sucesso na TV e no teatro, estreou nos cinemas com o longa Bodas de Papel. Em 2010 a atriz estreia na série teen Malhação, onde interpreta a diretora do colégio Primeira Opção, Tereza, uma mulher culta, que tem uma relação familiar com os alunos. Retornou ao horário nobre em 2012, quando interpretou a modelo Chiara Passarelli em Fina Estampa, que na trama descobre sofrer de uma doença terminal. Em 2014, retornou a parceria com o novelista Manoel Carlos, desta vez vivendo a pianista Verônica na novela Em Família. Em 2015, participou da série As Canalhas, do GNT, onde fez uma professora que se envolve com um aluno. No mesmo ano fez uma participação especial e muito engraçada no programa CQC, da Band, onde relembrou a personagem Raquel, de Mulheres Apaixonadas, juntamente com Dan Stulbach. Ainda em 2015, dedicou-se ao teatro fazendo duas peças (A Fantástica Fábrica de Bonecas e Amores Urbanos).

## Vida pessoal
Em 1992, iniciou um namoro com o diretor da TV Globo Ricardo Waddington. O casal foi morar juntos em 1994. Com ele, Helena teve seu único filho, Pedro Ranaldi Nogueira Waddington, nascido de parto normal em 1999, no Rio de Janeiro. O casal separou-se em janeiro de 2004. Helena e Ricardo mantiveram uma relação amigável após o término, e o motivo alegado à imprensa foi o desgaste natural de qualquer longa relação.
De 2007 a 2009 namorou o músico Max Sette. Após o término manteve um relacionamento casual com o ator Marcelo Novaes. De 2014 a março de 2015 namorou Allan Souza Lima, um ator dezenove anos mais novo. Em abril de 2015 iniciou um relacionamento amoroso com o ator Daniel Alvim. Em setembro mudou-se para a casa dele, em São Paulo. A atriz optou em afastar-se da televisão para dedicar-se mais ao teatro. Ela também começou a produzir e dirigir peças teatrais junto com seu novo companheiro. Seu filho mora sozinho, também em São Paulo, e seguiu a carreira de ator.

## Filmografia

### Televisão
| Ano  | Título                             | Personagem                         | Notas                                                        |
| ---- | ---------------------------------- | ---------------------------------- | ------------------------------------------------------------ |
| 1990 | A História de Ana Raio e Zé Trovão | Stefânia Laranjeira                |                                                              |
| 1991 | Amazônia                           | Andréa                             |                                                              |
| 1992 | Despedida de Solteiro              | Nina Salgado                       |                                                              |
| 1993 | Caso Especial                      | Lucíola                            | Episódio: "Lucíola"                                          |
| 1993 | Você Decide                        | Ana                                | Episódio: "A Sangue Frio"                                    |
| 1993 | Olho no Olho                       | Malena Maia                        |                                                              |
| 1994 | Você Decide                        | Yara                               | Episódio: "Copacabana"                                       |
| 1994 | Quatro por Quatro                  | Mércia Sales Franco / Suzana Sales |                                                              |
| 1995 | Você Decide                        | Lídia                              | Episódio: "Paixão Bandida"                                   |
| 1995 | Explode Coração                    | Larissa Teixeira Morais            |                                                              |
| 1996 | Fantástico                         | Apresentadora                      |                                                              |
| 1996 | Anjo de Mim                        | Joana Paiva Rabelo                 |                                                              |
| 1998 | Mulher                             | Marília                            | Episódio: "Viciados em Amor"                                 |
| 1999 | Andando nas Nuvens                 | Lídia Libion                       |                                                              |
| 2000 | Laços de Família                   | Cíntia Martins                     |                                                              |
| 2001 | Presença de Anita                  | Lúcia Helena Reis                  |                                                              |
| 2002 | Coração de Estudante               | Clara Gouveia                      |                                                              |
| 2003 | Mulheres Apaixonadas               | Raquel de Almeida Trindade         |                                                              |
| 2004 | Um Só Coração                      | Lídia Rosemberg                    |                                                              |
| 2004 | Senhora do Destino                 | Yara Steiner                       |                                                              |
| 2005 | Carga Pesada                       | Vitória                            | Episódio: "Vem Dançar"                                       |
| 2006 | Páginas da Vida                    | Márcia Fragoso Martins de Andrade  |                                                              |
| 2008 | A Favorita                         | Dedina Barreto                     |                                                              |
| 2010 | Malhação                           | Maria Tereza Marins                | Temporada 18                                                 |
| 2012 | Fina Estampa                       | Chiara Passareli                   | Episódios: "3 de janeiro–12 de março"                        |
| 2014 | Em Família                         | Verônica Saldanha dos Santos       |                                                              |
| 2015 | As Canalhas                        | Amanda                             | Episódio: "Amanda"                                           |
| 2018 | O Mecanismo                        | Eva Balesteri                      | Episódio: "Eles Sabiam de Tudo" Episódio: "O Último Respiro" |
| 2019 | Carcereiros                        | Leila                              | Episódio: "Vingança"                                         |
| 2019 | O Doutrinador                      | Júlia Machado                      |                                                              |

### Cinema
| Ano  | Título                 | Personagem    | Notas          |
| ---- | ---------------------- | ------------- | -------------- |
| 2008 | Bodas de Papel         | Nina          |                |
| 2011 | Tancredo: A Travessia  | Alzira Vargas |                |
| 2018 | Minha Mãe, Minha Filha | Isabel        | Curta-metragem |
| 2018 | O Doutrinador          | Júlia Machado |                |
| 2024 | Cordel do Amor Sem Fim | Madalena      |                |

### Videoclipes
| Ano  | Título         | Artista              |
| ---- | -------------- | -------------------- |
| 2014 | "Pole Dance"   | Ana Carolina         |
| 2015 | "Somente Nela" | Paulinho Moska       |
| 2016 | "Casa Amarela" | Guilherme & Santiago |

### Teatro
| Ano     | Título                                                                   |
| ------- | ------------------------------------------------------------------------ |
| 1989–91 | Ensaios do Grupo Macunaíma: Macunaíma, Boca de Ouro e Nova Velha Estória |
| 1994–95 | Entre Amigos                                                             |
| 1998    | Os Sete Gatinhos                                                         |
| 1999    | Arthur Bispo do Rosário - A Via Sacra dos Contrários                     |
| 2000–01 | Bonitinha mas Ordinária                                                  |
| 2007    | Preciosas Ridículas                                                      |
| 2009    | A Música Segunda                                                         |
| 2011–12 | O Caso Valquíria                                                         |
| 2014    | Amor Perverso                                                            |
| 2015    | A Fantástica Casa de Bonecas                                             |
| 2015    | Amores Urbanos                                                           |
| 2016–17 | A Paixão Segundo Nelson Rodrigues: Uma farsa musical                     |
| 2017–18 | Se Existe Eu Ainda Não Encontrei                                         |
| 2019    | Cordel do Amor sem Fim                                                   |
| 2020    | Protocolo Volpone                                                        |
| 2024    | Por Trás das Flores                                                      |
| 2025    | Três Mulheres Altas                                                      |

## Prêmios e indicações
| Ano  | Festival                  | Categoria                                 | Nomeações            | Resultado |
| ---- | ------------------------- | ----------------------------------------- | -------------------- | --------- |
| 2002 | Troféu UOL - TV e Famosos | Melhor Atriz                              | Coração de Estudante | Venceu    |
| 2003 | Prêmio Contigo! de TV     | Melhor Atriz                              | Coração de Estudante | Indicada  |
| 2003 | Prêmio Contigo! de TV     | Melhor Par Romântico (com Fábio Assunção) | Coração de Estudante | Indicada  |
| 2003 | Melhores do Ano           | Melhor Atriz Coadjuvante                  | Mulheres Apaixonadas | Indicada  |